# Radovan Marković
Radovan Marković (serbisch-kyrillisch Радован Марковић; * 11. März 1982 in Belgrad) ist ein serbischer Basketballspieler.

## Karriere
Er war während der Saison 2010/2011 für die Walter Tigers Tübingen in der Basketball-Bundesliga aktiv und trug dort die Rückennummer 7. Seine Karriere startete er bei einem Club in Belgrad. Bereits in der Saison 2004/05 stand er beim Bundesligisten Telekom Baskets Bonn unter Vertrag. Für diesen Verein kam er jedoch nur zu einem Kurzeinsatz in der Liga sowie drei Einsätzen im ULEB Cup.
Aktuell spielt er für CSM Oradea in Rumänien. Zuvor spielte er von 2011 bis 2013 in Serbien.